# Ядерна енергетика Ізраїлю
Хоча в Ізраїлі є ядерні дослідницькі реактори, він не має атомних електростанцій. Однак можливість будівництва атомних електростанцій в країні розглядалася неодноразово протягом багатьох років.

## Ядерні реактори

### Історія
Історично тема будівництва атомних електростанцій в Ізраїлі час від часу піднімалася на обговорення в урядових колах Ізраїлю.

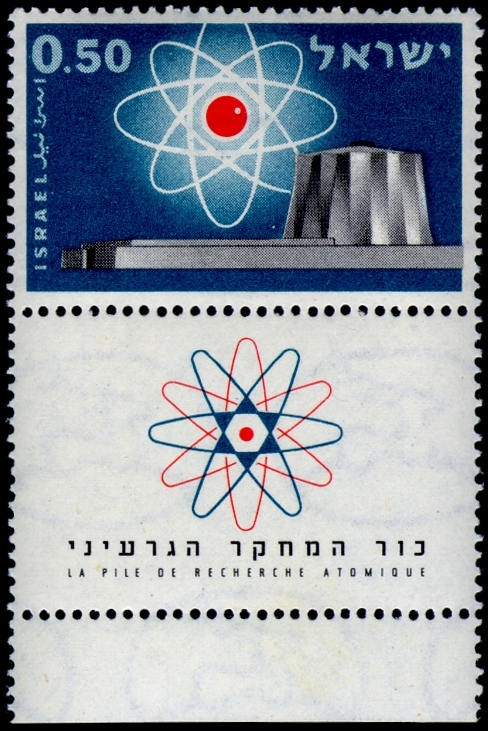
Ізраїльська марка 1960 року із зображенням Центр ядерних досліджень Сорек

26 серпня 1958 року тодішній міністр фінансів Ізраїлю Леві Ешколь оголосив про намір уряду побудувати атомну електростанцію. Протягом наступних трьох десятиліть велися переговори з різними американськими адміністраціями, щоб сприяти просуванню цих зусиль, але жодних результатів не принесли.
У січні 2007 року міністр інфраструктури Ізраїлю Біньямін Бен-Елізер заявив, що його країні слід розглянути можливість виробництва ядерної енергії для цивільних цілей.
У зв’язку з аварійною ситуацією, пов’язаною з ядерною енергетикою на японській атомній електростанції «Фукусіма I», прем’єр-міністр Біньямін Нетаньяху 17 березня 2011 року сказав: «Я не думаю, що ми збираємося розвивати цивільну атомну енергетику в найближчі роки».
Станом на листопад 2015 року Міністерство національної інфраструктури, енергетики та водних ресурсів розглядає атомну енергетику з метою скорочення викидів парникових газів на 25% до 2030 року.

### Фактори, що впливають на ядерну енергетику в Ізраїлі
Декілька факторів сприяли тому, що протягом багатьох років в Ізраїлі не будували жодної атомної електростанції. Одним із них є той факт, що Ізраїль не є підписантом Договору про нерозповсюдження ядерної зброї, що ускладнює для країни співпрацю з міжнародними постачальниками ядерних технологій. Інша причина полягає в тому, що дуже великі поклади природного газу були знайдені біля узбережжя Ізраїлю, починаючи з 2010-х років. Експлуатація цих родовищ дозволяє виробляти електроенергію за дуже рентабельними ставками порівняно з виробництвом електроенергії за допомогою ядерної енергії.

### Потенційний майданчик
З 1980-х років місце біля Шивти в пустелі Негев було визначено як майбутнє місце розташування атомної електростанції. Раніше розглядалася ділянка поблизу Ніцаніма, в межах Ніцанімських пісків на узбережжі Середземного моря, але була відхилена в 1970-х роках через сильний спротив з боку місцевих жителів.

## Дослідницькі реактори

### IRR-2
Ізраїль експлуатує ядерний реактор з важким водяним охолодженням і помірником під назвою "IRR-2" (Ізраїльський дослідницький реактор-2) у Центрі ядерних досліджень Негева (NRCN) поблизу Дімони
офіційно для дослідницьких цілей, хоча багато хто вважає, що справжньою метою установки є виробництво ядерних матеріалів для використання в ядерній зброї Ізраїлю. Цей реактор не працює в режимі інспекції Міжнародного агентства з атомної енергії (МАГАТЕ). NRCN також містить «національний пункт захоронення радіоактивних відходів» для «радіоактивних відходів із лікарень, науково-дослідних установ, вищих навчальних закладів і заводів».

### IRR-1
IRR-1, невеликий легководний реактор відкритого басейну потужністю 5 МВт, існує в Центрі ядерних досліджень Сорек у центральному Ізраїлі. Цей реактор працює під гарантіями Міжнародного агентства з атомної енергії.